# 異丁酰輔酶A去氫酶缺乏症
異丁酰輔酶A去氫酵素缺乏症（英語：Isobutyryl-coenzyme A dehydrogenase deficiency）是一種遺傳病，其會導致患者無法製造出正確的蛋白質，使異丁酰輔酶A去氫酶不能充分分解纈氨酸。
此遺傳病報告過的個案少於5宗，極罕見。
遺傳方面，其遺傳方式為自體隱性遺傳疾病，造成ACAD8基因變異。